# Hans Achenbach (Künstler)
Wilhelm Ludwig Hans Achenbach (* 3. März 1891 in Ohle; † 28. August 1972 in Siegen) war ein deutscher Maler, Grafiker, Zeichner, Holzschneider, Illustrator und Exlibriskünstler.

## Leben
Hans Achenbach war der zweite Sohn von Caspar Gustav Achenbach (1858–1915), der 1889 mit Ludwig Kölsche das Ohler Eisenwerk Achenbach, Kölsche & Co. gründete, das 1895 von Theobald Pfeiffer übernommen wurde, dem Vater von Walter Pfeiffer. Seine Mutter war Katharina Emilie Bertha Schneider (1865–1944). Zusammen mit seinen Eltern kam er nach Siegen, wo er das Realgymnasium besuchte.
Von 1909 bis 1912 studierte er an Königlich-Preußischen Kunstakademie Düsseldorf und an der zugehörigen Kunstgewerbeschule Wuppertal. Danach war er in München tätig. Nach der Teilnahme am Ersten Weltkrieg kehrte er zurück in die Heimat und heiratete am 25. November 1920 in Düsseldorf-Eller die Malerin Hanna Achenbach, geborene Junemann, mit der er zwei Töchter bekam. Von 1933 bis 1937 leitete er die Werkstatt für Handweberei der Städtischen Berufs- und Fachschule für Mädchen in Siegen und war in der Zeit des Nationalsozialismus ein stromlinienförmiger Propagandist. Am 5. Juni 1937 beantragte er die Aufnahme in die NSDAP und wurde rückwirkend zum 1. Mai desselben Jahres aufgenommen (Mitgliedsnummer 4.257.028). Er nahm zwischen 1936 und 1942 an vier Ausstellungen teil.
Achenbach war bekannt für seine Monotypien mit Tiermotiven und die Darstellung der Haubergswirtschaft des Siegerlandes. Er zeichnete für die Zeitschrift „Siegerland“, trug Illustrationen für den „Siegerländer Heimatkalender“ bei und illustrierte die 1948 im Verlag der Jung-Stilling-Stiftung erschienene Ausgabe von Joseph von Eichendorffs Eine Meerfahrt.